# Maciej Grabowski (zm. 1750)
Maciej Grabowski herbu Kemlada (zm. we wrześniu 1750 w Warszawie) – podskarbi wielki koronny, archiwista skarbu koronnego, poseł na sejmy.
Pochodził ze starej rodziny pomorskiej. Ojcem jego mógł być jeden z pomorskich elektorów Augusta II, Władysław albo Piotr, rodzina miała też posiadłość ziemską na Mazowszu, Grabowski posłował później z ziemi liwskiej (1726), warszawskiej (1735), zakroczymskiej (1746). W 1710 został archiwistą skarbu koronnego. Wsławił się zręczną administracją ceł królewskich i salin. Podpisał akt koronacji Augusta III 19 stycznia 1734 w Krakowie i należał do konfederacji warszawskiej Antoniego Ponińskiego. Mianowany chorążym warszawskim, awansował 31 grudnia 1735  na instygatora koronnego, a w grudniu 1738 był podskarbim nadwornym koronnym. Poseł na sejm 1740 roku z województwa inflanckiego. W 1742 został podskarbim wielkim koronnym. Poseł ziemi zakroczymskiej na sejm 1744 roku. Na sejmie 1744 roku złożył sprawozdanie ze stanu skarbu. W tym też roku w wyniku intrygi Henryka Brühla odebrano mu klucze skarbu.
Był jednym z najlepszych podskarbich w dziejach Rzeczypospolitej. Rozpoczął remont zamku wawelskiego i królewskiego w Warszawie, odnowił kolumnę Zygmunta III, na czas płacił żołd wojsku.
Był posłem z Inflant na sejm 1750 roku był wtedy po raz siódmy posłem na sejm. Milczał jednak podczas obrad, bo był chory. Zmarł bezpotomnie we wrześniu w Warszawie. Majątki odziedziczyli po nim bratankowie i rodzina Świeżawskich – majątki uczciwie nabyte, bo sejm konwokacyjny w 1764 dał spadkobiercom kwit bez jakichkolwiek zastrzeżeń.